# David d'Alanie
 (janvier 2016).
Si vous disposez d'ouvrages ou d'articles de référence ou si vous connaissez des sites web de qualité traitant du thème abordé ici, merci de compléter l'article en donnant les références utiles à sa vérifiabilité et en les liant à la section « Notes et références ».
David d'Alanie serait un roi d'Alanie (ou d'Ossétie) du XIe - XIIe siècle de la famille des Bagrations.
David Bagration serait né dans la seconde partie du XIe siècle, et serait le fils de David Bagration et de son épouse, une fille du roi d'Alanie. C'est d'ailleurs pour cette raison que ce roi aurait adopté le jeune David d'Alanie et l'aurait désigné comme son successeur, puisque plusieurs sources le mentionne en tant que « prince d'Alanie ».
Toutefois, son existence, non retenue par le prince historien Vakhoust Bagration au XVIIIe siècle, est plus qu'hypothétique car aucune source contemporaine ne le mentionne. Et, à l'instar des faux Mérovingiens, il est plus probable qu'il a été créé par les généalogistes géorgiens du XXe siècle pour combler le hiatus de génération qu'il y a entre la reine Tamar de Géorgie et son époux David Soslan, son arrière-petit-fils putatif.
Selon la version de la Chronique géorgienne écrite par l'analyste anonyme, David (I) d'Alanie est le descendant (sans précision de génération) de Georges Ier par Démétrè et ensuite d'un roi d'Ossétie (non nommé) marié à une fille de David le Reconstructeur.
D'après le prince Vakhoucht, on trouve : Georges Ier - Dimitri - David - Athon - Djadaron - David Soslan. Vakhoust précise que David Soslan est le fils de Djadaron et d'une seconde épouse car si ce dernier a bien épousé Rousoudan (fille de Georges III de Géorgie), cette dernière est morte vierge à 80 ans.
La synthèse de Cyrille Toumanoff propose la généalogie suivante : Georges Ier de Géorgie - Démétrius - David (marié à une fille de N, roi d'Alanie, et frère d'Irène, concubine de Constantin IX) - Aton - Djadaros (avec les deux épouses évoquées ci-dessus) et enfin David Soslan. Selon le même auteur c'est Djadaros d'Ossétie qui épouse la princesse Rousoudan, fille de David IV de Géorgie.